# Romaliny
Romaliny (deutsch Abbau Romahn, 1921 bis 1945 Romahnshof) ist ein Ort in der polnischen Woiwodschaft Ermland-Masuren. Er gehört zur Gmina Sępopol (Stadt- und Landgemeinde  Schippenbeil) im Powiat Bartoszycki (Kreis Bartenstein).

## Geographische Lage
Romaliny liegt weniger als zwei Kilometer südlich der polnisch-russischen Staatsgrenze zur Oblast Kaliningrad in der nördlichen Mitte der Woiwodschaft Ermland-Masuren. Bis zur früheren und heute auf russischem Staatsgebiet gelegenen Kreisstadt Gerdauen (heute russisch Schelesnodoroschny) sind es 13 Kilometer in nordöstlicher Richtung, zur heutigen Kreismetropole Bartoszyce (deutsch Bartenstein) 22 Kilometer in südwestlicher Richtung.

## Geschichte
Zu Anfang des 17. Jahrhunderts soll der Gutsort Romahnshof gegründet worden sein, allerdings hat er bis zum 27. Oktober 1921 „Abbau (Otto) Romahn“ geheißen. Ab 1921 war Romahnshof ein Wohnplatz in der Gemeinde Schmodehnen (polnisch Smodajny) im ostpreußischen Kreis Gerdauen.
In Kriegsfolge kam 1945 das gesamte südliche Ostpreußen zu Polen. Romahnshof erhielt die polnische Namensform „Romaliny“ und ist heute eine Teil der Stadt- und Landgemeinde Sępopol (Schippenbeil) im Powiat Bartoszycki (Kreis Bartenstein), von 1975 bis 1998 der Woiwodschaft Olsztyn, seither der Woiwodschaft Ermland-Masuren zugehörig.

## Kirche
Bis 1945 war Romahnshof in die evangelische Kirche Laggarben (polnisch Garbno) in der Kirchenprovinz Ostpreußen der Kirche der Altpreußischen Union, außerdem in die römisch-katholische Kirche St. Bruno in Insterburg (heute russisch Tschernjachowsk) im Bistum Ermland eingepfarrt.
Heute gehört Romaliny katholischerseits zur Pfarrei Garbno (Laggarben) im Erzbistum Ermland, evangelischerseits zur Kirche Barciany (Barten), einer Filialkirche der Pfarrei Kętrzyn (Rastenburg) in der Diözese Masuren der Evangelisch-Augsburgischen Kirche in Polen.

## Verkehr
Romaliny liegt an einer Nebenstraße, die von Smodajny (Schmodehnen) nach Lipica (Lindenau) führt. Vor 1945 verlief sie weiter auf heute russisches Gebiet über Keulenburg (russisch Golubewo, nicht mehr existent) bis nach Friedenberg (russisch Dworkino).